# 専属モデル
専属モデル（せんぞくモデル）は、排他的な出演契約を結んだモデル。
専属契約はあらゆるモデル分野に存在するが、一般に知名度が高いのはファッション雑誌やファッションブランドの「顔」（ファッションモデル）としての専属である。

## 概要
専属モデルも契約形態としてはモデル事務所に所属することが多く、また専属契約の範疇は特定の分野についてのみの適用とされるのが一般的である。例えば、あるファッション雑誌の専属となった場合は、基本的に競合雑誌に出演することはできないが、雑誌内容と利害関係にない分野の広告やイベントなどの仕事を得ることはできる。
しかし、2000年代に入ると単に所属雑誌社（所属事務所）というだけであって、競合他誌にも出演することは珍しくはなく、宮田聡子のようにファッション雑誌『with』の専属モデルでありながら、『GINGER』『Oggi』『BAILA』『SWEET』『ar』など数多くのファッション雑誌でレギュラーを務めるケースが増えている。小林由依、濱岸ひよりも『with』の専属モデルでありながら、『andGIRL』のレギュラーモデルである。
ゆえに、1つの雑誌にしか出演できないという意味の「専属」ではなく、あくまで雑誌社との所属契約が専属なのであり、それ以外の雑誌とは出演契約はするが所属契約をするわけではないため、実際には多くのファッション誌に出演することが可能である。さらに、企画モノ感は否めないが小籔千豊は『NYLON JAPAN』『VoCE』『ViVi』の3誌で同時専属モデルを3年半務めていた。ゆえに「専属モデル」という本来の意味は失われつつあり、その雑誌の「看板モデル」という意味合いが強い。尚、小籔は芸人であり本所属は吉本興業。前出の小林、濱岸はアイドルであり本所属はSeed & Flower合同会社である。
専属契約を結んだ場合、契約期間中は継続的に仕事を得られる「安定雇用」に準ずる状態になることが多い。しかし実際の所属契約は雇用契約ではなく、事務所側にとって極めて有利なマネジメント委託契約（＝各々のモデルが個人事業主の立場にあり、事務所側が各モデルの個人業務の管理の委託を専属的に請け負う、といった形式の契約）として結ばれている関係上、事務所側に仕事の継続提供を維持する義務が明記されることは少ない。
このため、事務所側の価値判断次第では「飼い殺し」状態になる可能性もある。またモデルの労働形態も、前述の契約形態が理由で雇用契約に規定される労働基準法の対象外となってしまうといったデメリットも存在する。
さきに専属契約を結んでしまえば報酬の交渉なども事務所側に主導権がわたることになるため、契約には慎重さが必要である。